# Jacques Gamelin

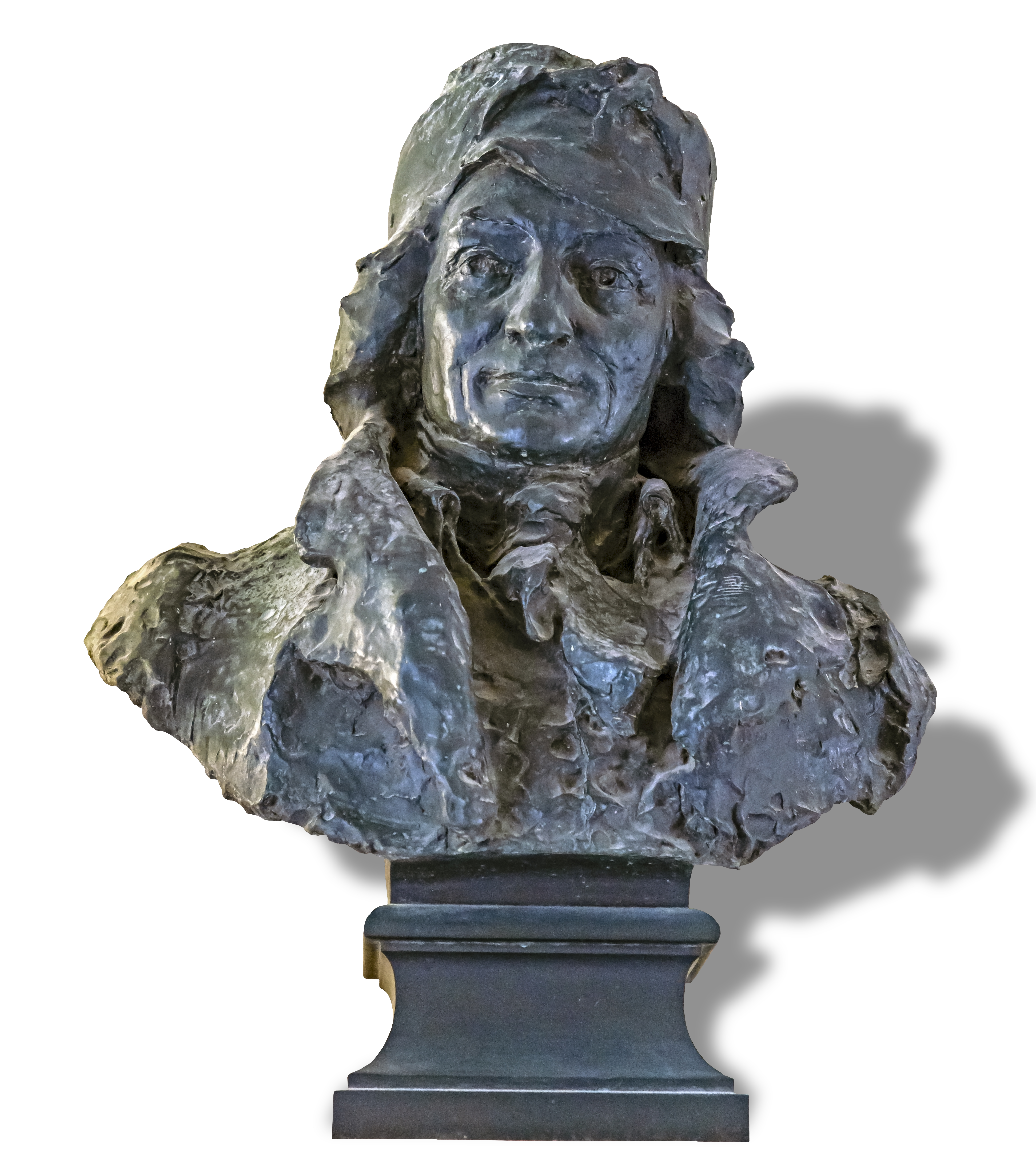
Jacques Gamelin, retrato esculpido por Alexandre Falguiere.

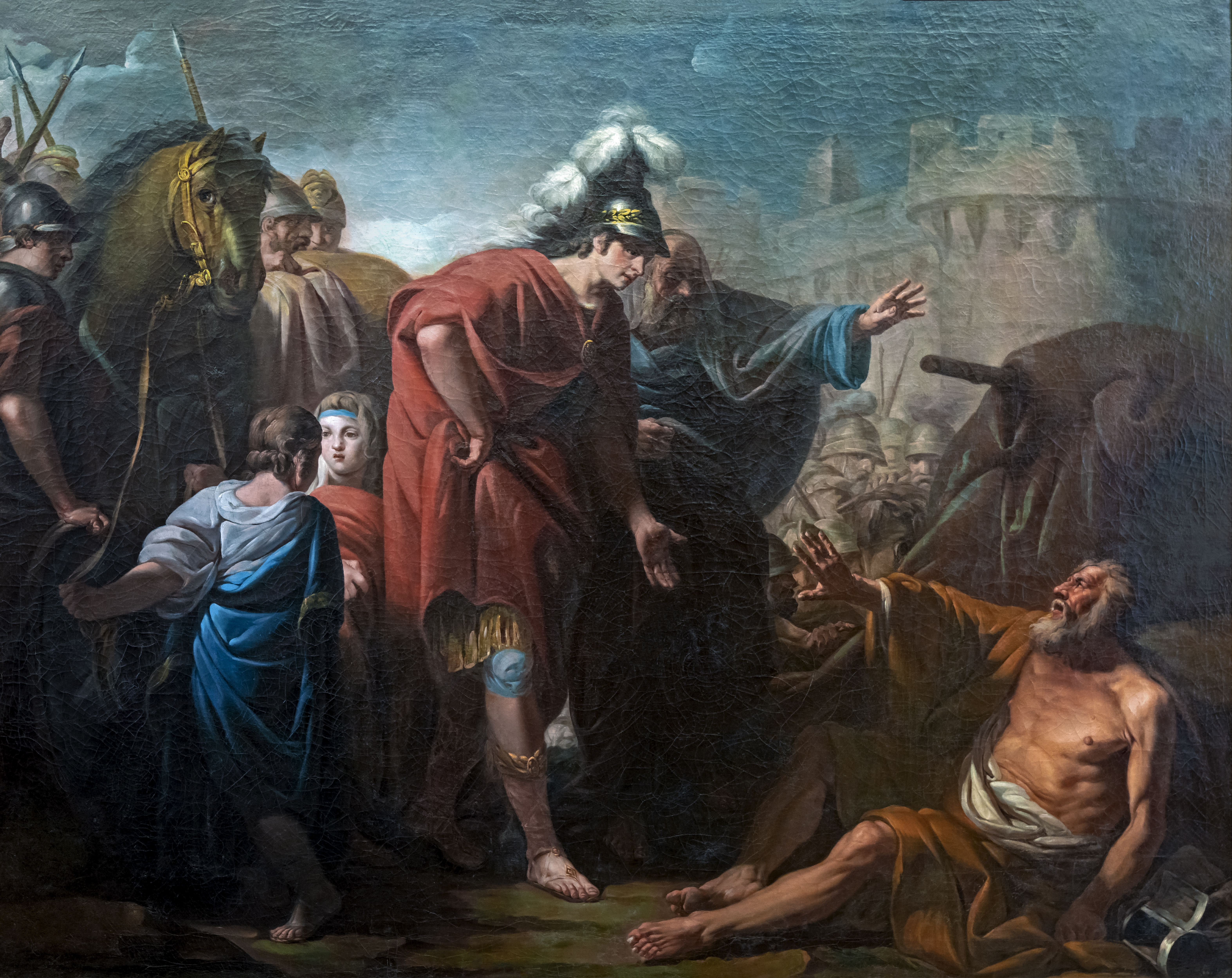
Alejandro y Diógenes, escena en la que Alejandro Magno le pregunta a Diógenes: «¿Hay algo que pueda hacer por ti?» y Diógenes responde: «Sí, aparta que me tapas el sol».

Jacques Gamelin (3 de octubre de 1738–12 de octubre de 1803) fue un artista nacido en Carcasona, Francia, hijo de un exitoso comerciante.
Después de recibir una educación de los jesuitas, se puso al servicio de Nicolas Joseph de Marcassus, barón de Puymaurin (1718-1791), un rico industrial de Toulouse, para aprender las formas de hacer negocios. Puymaurin rápidamente vio que su joven asistente tenía poco talento o interés en los negocios, pero mostraba una gran promesa como artista. El padre de Gamelin rechazó la sugerencia de Puymaurin de enviar a Jacques a una academia de arte, por lo que el barón pagó él mismo sus estudios en la Académie royale de Toulouse. Después de cinco años de estudio, Jacques Gamelin ganó el primer premio de la Académie y se fue a París para continuar sus estudios. Gamelin luego fue a Roma con la ayuda financiera de Puymaurin para estudiar con Jacques-Louis David y Joseph-Marie Vien y finalmente se convirtió en pintor del Papa Clemente XIV.
A la muerte de su padre, que dejó a Jacques un hombre rico, regresó a Toulouse donde enseñó en la Académie. Hoy en día es más conocido por sus pinturas y grabados de escenas de batalla, que se pueden encontrar en museos de arte de toda Francia. Jacques Gamelin murió en Carcasona el 12 de octubre de 1803.
Cuando Gamelin regresó a Francia tras la muerte de su padre, emprendió su gran obra, Nouveau recueil d'ostéologie et de myologie, probablemente financiando su publicación con parte de su gran herencia. La obra es conocida por su despliegue de talento e imaginación, con impactantes escenas de la Resurrección, la Crucifixión y esqueletos jugando. Además de las ilustraciones en cobre de página completa de Gamelin y el grabador Lavalée, la obra contiene una serie de viñetas intrigantes en las portadas y en otros lugares, que muestran escenas de batalla, visitas de la muerte a juerguistas y el estudio anatómico.